# 니라사키역
니라사키역(일본어: 韮崎駅, にらさきえき)은 일본 야마나시현 니라사키시에 있는 동일본 여객철도 주오 본선의 역이다.
동일본 여객철도 전철패스인 스이카로 열차 이용 시, 주오 선 구간에서는 이 역까지만 가능하다.
특급열차가 일부 정차한다.

## 타는 곳
| 1 | ■주오 본선 | 고부치자와・가미스와・마쓰모토 방면 |
| 2 | ■주오 본선 | 고후・오쓰키・하치오지・신주쿠 방면 |

## 인접역
| 동일본 여객철도 주오 본선 | 동일본 여객철도 주오 본선 | 동일본 여객철도 주오 본선 |
| ------------------------- | ------------------------- | ------------------------- |
| 시오자키 다치카와 방면    | ■ 주오 본선 보통          | 신푸 마쓰모토 방면        |